# 18887 Ілючень
18887 Ілючень (18887 Yiliuchen) — астероїд головного поясу, відкритий 7 січня 2000 року.
Тіссеранів параметр щодо Юпітера — 3,561.
Названо на честь американського призера конкурсу Intel International Science and Engineering Fair Ілю Чень, яка зайняла 3-є місце у 2003 році.